# Кухонна сіль
Кухо́нна сіль, або харчовá сіль — це назва категорії хімічної солі із формулою NaCl (хімічна сполука, що належить до більшого класу солей) за полем застосування в галузі діяльності людини, яка пов'язана з готуванням їжі. Кухонна сіль використовується в кулінарії і переважно складається з хлориду натрію та являє собою речовину у вигляді світлих кристаликів, яка містить 93—99 % хлористого натрію і домішки солей кальцію, магнію, калію, які надають їй гігроскопічності, жорсткості і гіркуватого присмаку. Що менше в солі цих домішок, то вища її якість.
Чиста харчова сіль є кристалічним сипким продуктом без запаху (окрім випадку йодованої солі) з солоним смаком без присмаку. Не допускається присутність у ній таких сторонніх домішок, що не пов'язані зі способом добуванні солі. Колір екстра та вищого ґатунків — білий, однак для першого та другого допускаються сірий, жовтуватий, рожевий та голубуватий відтінки залежно від походження солі. Насипна щільність звичайної кухонної солі становить близько 1300 кг/м³, тобто приблизно 1,3 г/см³ (г/мл). Щільність у цупкому вигляді (тобто без урахування об'єму повітря між зернами в загальному об'ємі) становить 2,165 г/см³.

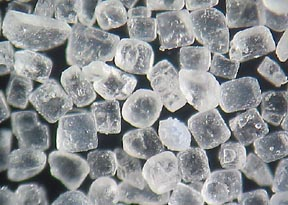
Кристали кухонної солі (під мікроскопним збільшенням)

## Види кухонної солі

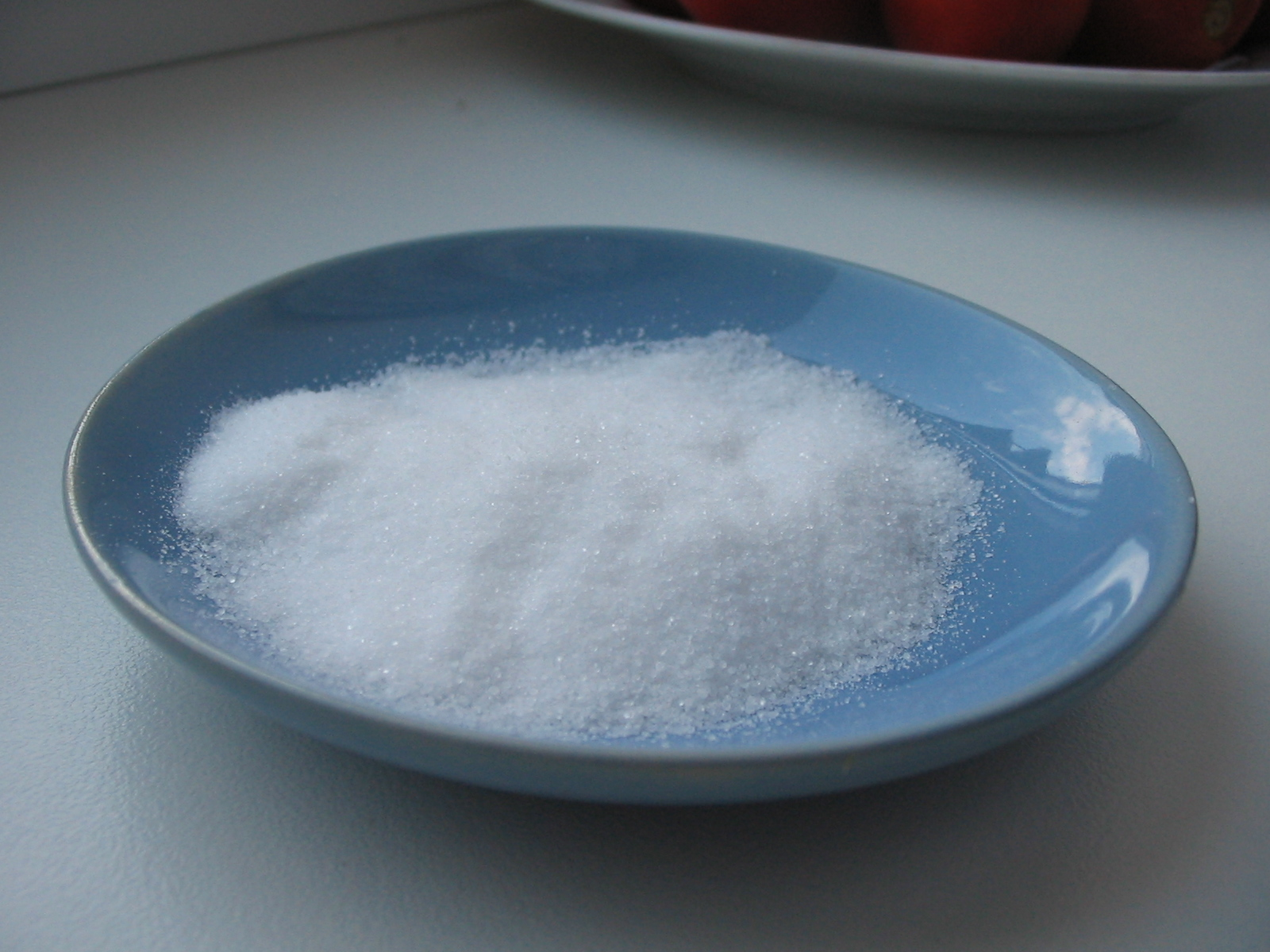
Сіль кухонна виварна «Екстра».

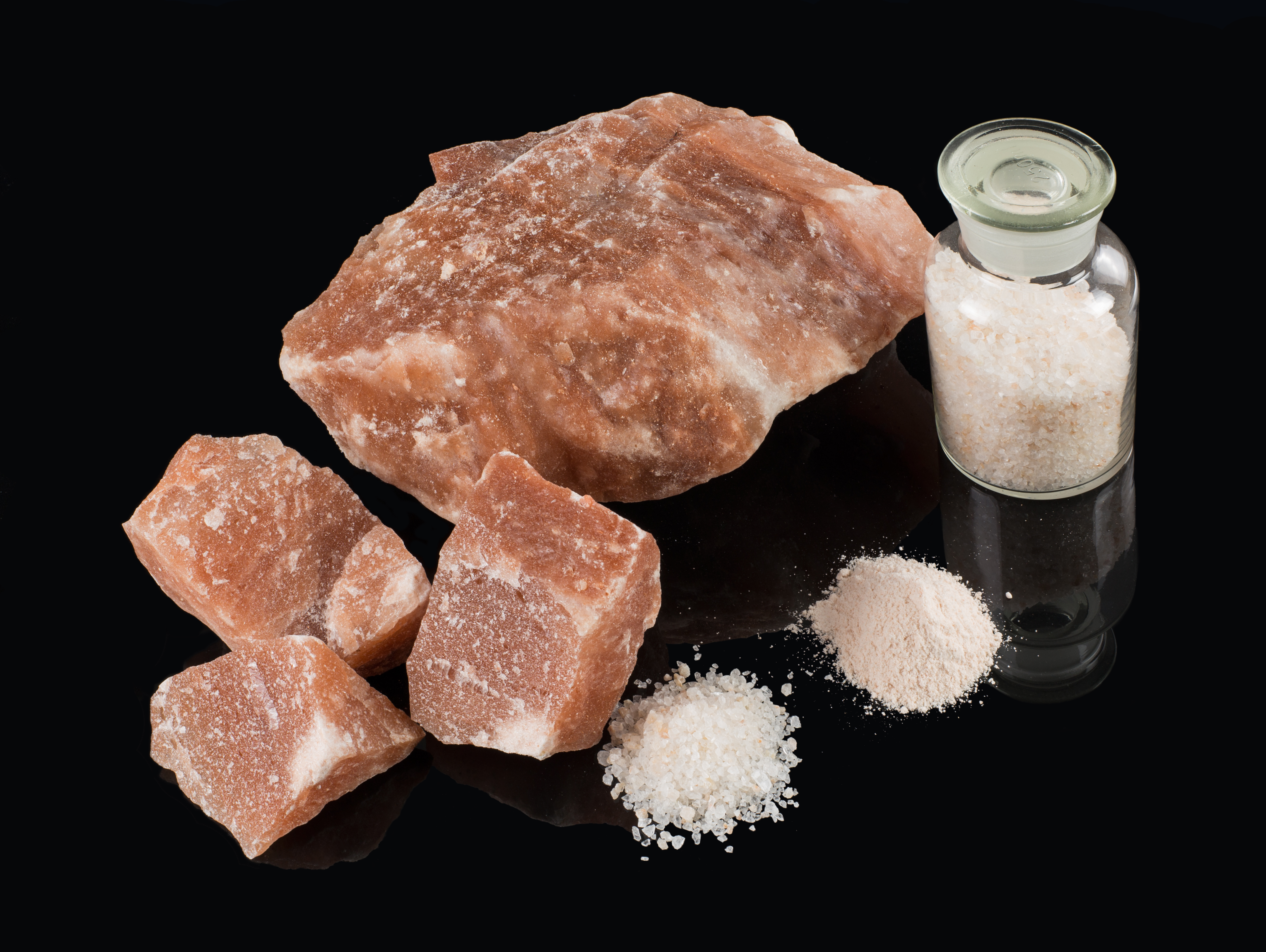
Червона кам'яна сіль видобувається в Пакистані

Багаторівнева класифікація хімічної солі із формулою NaCl з метою систематизації можлива на основі різних підстав. Це може бути категоризація за способом видобутку, за розміром фракції зерна, за якістю, за видом обробки тощо. Наприклад, груба харчова сіль, котра має більший розмір зерна і застосовується переважно в єврейській релігійній практиці  — так звана «кошерна сіль». В інших галузях діяльності людини хімічна сіль із формулою NaCl може мати назву «технічна сіль», «кормова сіль», «дорожня сіль».
У природі кухонна сіль існує у вигляді кам'яної солі (або, як її ще називають, галіт; видобувають у соляних шахтах і 67,9 % використовують у якості кухонної солі), озерна осадова сіль (31,8 % застосовується як кухонна сіль) і в невеликих об'ємах натуральні розсоли.
Для попередження захворювань щитоподібної залози сіль випускають з додаванням йодату калію або йодиду калію (йодована сіль).
Сіль може бути піддана рафінуванню — це процес, який відбілює її, робить її придатнішою для посипання та покращенню її збереження, і тоді чистота в NaCl перевищує 99,9%. Така сіль як харчова добавка, становить лише 7% від загального використання, і має більше застосування в промисловості: для виготовлення паперу, регулювання відтінку текстилю та тканин, виробництва мила та мийних засобів, пом'якшувачів води. Саме цей тип солі використовується, серед іншого, у фізіологічному розчині в охороні здоров'я.

### За способом видобутку
За місцем розташування покладів і способом видобутку розрізняють сіль самосадну (озерну), садну (з морської води), кам'яну (з надр землі) і виварну (з підземних розчинів). Харчову кухонну сіль кам'яну, самосадну і садну випускають меленою і сіяною. З кам'яної солі значно важче отримати кухонну сіль повністю чистою. З цієї причини кам'яна сіль часто використовується як дорожня сіль для розтоплення снігу та льоду на дорогах.
Сіль також отримують випаровуванням морської води. Це так звана «морська сіль». Добувають її зазвичай у неглибоких басейнах, що нагріваються сонячним світлом; отриману в такий спосіб сіль, раніше називали лавровою сіллю, а тепер часто називають морською. Часто вона видобувається шляхом випаровування води з солоних морів, а сіль, що залишилася, збирається. Морська сіль здебільшого, використовується для приготування їжі там, де це стало модним, оскільки вона надає повніший смак. Про те, чи це правда, сперечаються («На колір і смак, товариш не всяк»). Морська сіль містить різну кількість хлориду натрію (NaCl) та інших мінеральних солей залежно від ступеня очищення. FDA рекомендує 97,5% хлориду натрію.

### За якістю
За якістю сіль поділяють на ґатунки: екстра, вищий, І і II. Масова частка хлористого натрію у ґатунках, %: екстра — не менш ніж 99,7; вищий — 98,4; І — 97,7; II — 97,0. Масова частка вологи у виварній солі сорту екстра — 0,1 %, у вищому сорті — 0,7 %. Допускаються добавки йодиду калію (йодистого калію), йодату калію (йоднуватокислого калію), флуориду калію та флуориду натрію (фторидів калію та натрію). Водночас, масова частка йоду має становити (40,0 ± 15,0)·10−4 %, флуору (25,0 ± 5,0)·10−3 %.

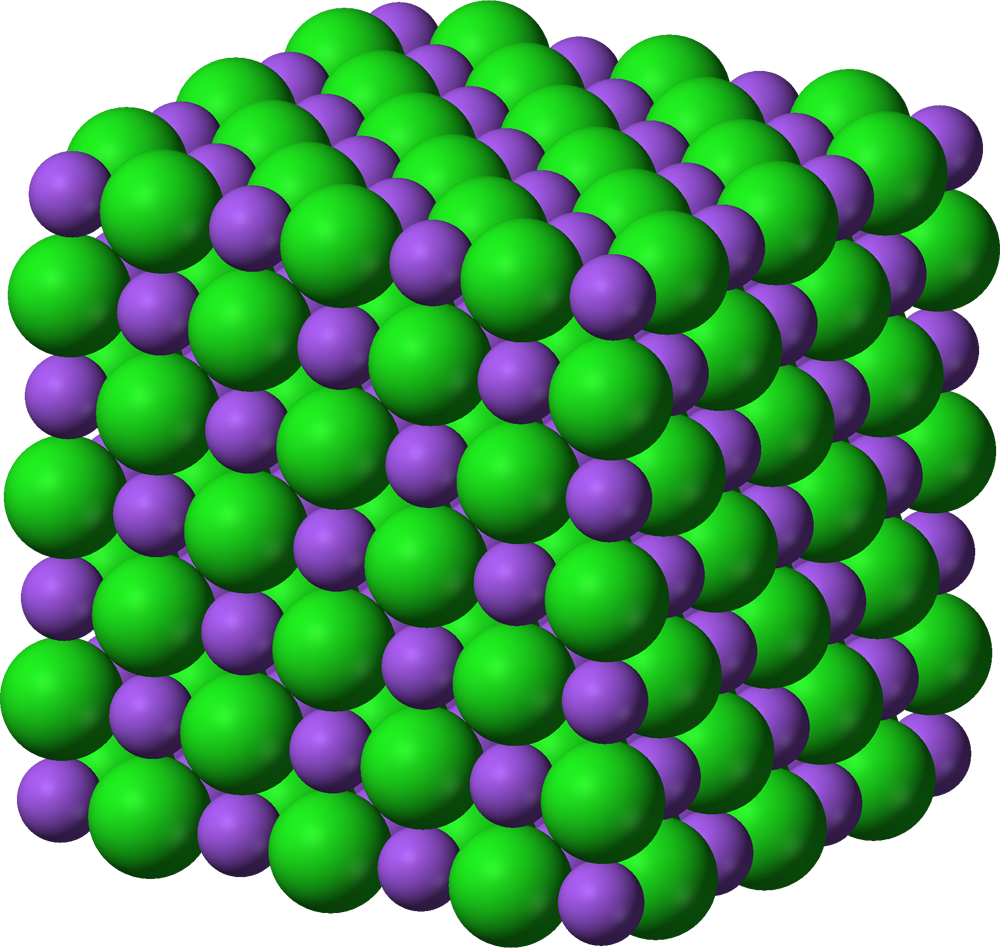
Структура кристалу хлориду натрію (кухонна сіль).

Харчову кухонну сіль кам'яну, самосадну і садну випускають меленою і сіяною.
За розміром зерен мелену сіль поділяють на номери: 0, 1, 2, 3. Чим більший номер, тим більші зерна солі.

## Значення в харчуванні
Докладніше: Натрій у біології

### Люди
Кухонна сіль історично використовувалася як спосіб зберігання продуктів, коли ще не існувало холодильників і морозильних камер. Завдяки осмосу вода витягується з клітин і висушує їх, що ускладнює шкідливий вплив бактерій, яким потрібна вода для життєдіяльності. Тож сіль дозволяє зберігати їжу завдяки зниженню активності води. У середні віки це був основний спосіб збереження м'яса та риби. Отже, сіль використовують як речовину для консервування харчових продуктів. Але надмірне вживання солі сприяє підвищенню кров'яного тиску, хворобам нирок та серця. Добова фізіологічно обґрунтована норма споживання солі для людини 4-6 грамів, однак зазвичай, в багатьох країнах вона значно вища — близько 10-20 грамів. Оскільки в Україні солиться більшість таких продуктів, як ковбаса, сир, хліб тощо, насправді для того, щоб залишитися в межах норми споживання, взагалі можна не солити їжу.
Продуктами, що містять найбільшу кількість солі, є холодне м'ясо та сири, а також готові напівфабрикати (варильні страви, супи) промислового виробництва.
Сіль також виконує кілька завдань у випічці хліба, що стосуються зброджування, органолептичних властивостей, консервації. Тому хліб також містить багато солі, а велика кількість рецептів випічки також містять сіль у тісті.
Кухонну сіль можна «йодувати», додавши йодну сіль. Цей елемент необхідний щитоподібній залозі для секреції тиреоїдних гормонів, а також для розумового розвитку. Продаж йодованої солі вимагається законодавством кількох країн. Іони хлориду та натрію, що містяться в солі, також дуже важливі для діяльності організму, оскільки ці іони відіграють важливу роль у проведенні нервових імпульсів, у скороченні м'язів і в утриманні води в організмі.
Надмірне споживання їжі, також через сіль, призводить до серйозних проблем зі здоров'ям, як-от гіпертонія або ожиріння, які є причиною десятків тисяч передчасних смертей щороку. Інші типи солі, такі як хлорид калію (KCl), який присутній у нерафінованій кухонній солі, є більш токсичний для людей із захворюваннями серця, нирок або порушеннями артеріального тиску.
Сіль містить приблизно 40% натрію за вагою, що пояснюється більшістю корисних чи поганих наслідків від вживання солі.

### Тварини
У багатьох тварин, чи то хордові (чотириногі, риби); або комахи та молюски, наприклад, сіль виконує ті ж органічні функції (підтримує осмотичний баланс, транспорт іонів, див. їх мембранну дифузію на міжклітинному рівні), як і в людини. Часто дикі ссавці, особливо травоїдні, лижуть солоні камені або природні соляні джерела. У сільському господарстві потреба травоїдних тварин до солі зумовлена високим споживанням кальцію через їх травоїдний раціон. Крім того, вони втрачають ще більше солі під час доїння. Ось чому їм дають сіль для покриття їхніх потреб.

## Історія. Первинні технології виробництва солі
Найімовірніше, що перше знайомство людини з сіллю відбулося на узбережжі теплих морів, де на мілководді морська вода інтенсивно випарювалась під дією високих температур і вітру, а в осаді накопичувалась сіль. За образним виразом Піфагора, «сіль була народжена найшляхетнішими батьками — сонцем і морем».
Сіль була з найдавніших часів великою цінністю, і римляни платили своїм військам частинно сіллю, — і з того залишилася в латинських та англомовних народів назва взагалі всякої платні, що в'яжеться коренем «саль» (Sall) тобто сіль. В княжій Україні добували сіль із кримських озер та лиманів і з галицького підгір'я. Довіз солі провадили соляники та прасоли, а від XV століття до середини XIX століття — чумаки, що розвозили возами сіль по всій Україні. З огляду на орди кочівників, котрі пересувалися півднем і зрештою, створювали перешкоди між Україною та Кримом, особливого значення набрали копальні солі в Галичині. Найбагатшою копальнею солі тоді була й залишається копальня в Західній Галичині біля Велички, де ця копальня розрослася в підземне містечко з повирізуваними в солі залізничними станціями, залами для розваг, каплицями тощо. Там сіль добувається вже від тисячі років. Крім того, у XVI-XVII столітті найбагатші джерела солі були біля Дрогобича, біля Старої Солі та в околиці Долини. Менше значення мали «соляні вікна» в Кутах, в Косові, в околицях Коломиї, в Сяніччині і тд. Соляну "суровицю" чи ропу витягали відрами за допомогою "керату", який тягли коні. Вона йшла до дерев'яних веж, де були виставлені великі залізні казани (так звані "панви" (більші) і "черини" (менші)). При кожному казані працювали один "зварич", один "лопатник" і один "рубач". У вежах розпалювали вогонь і варили суровицю до повного випаровування води, допоки в казанах не залишиться сама сіль. Добуту сіль засипали в бочки, або утворювали грудки, так звані "товпи", які згодом (через певний історичний проміжок часу) називались топки.
Спосіб виробництва солі полягав у тому, що соляну ропу витягали кінським приводом із шахт, які звалися «криниці» або «вікна» і були досить глибокими — 60—90 м. Витягнуту суровицю виливали в особливу ємність — творило, звідки вона крізь отвори стікала в нижнє вмістище — кадіб, а з останнього системою ринв подавалася у дерев'яні вежі. Тут її розливали по великих нанвах і черінях — сковородах з площею від 5 до 30—40 м, на яких вона виварювалася.
На теренах України, ще в XVII ст. більшість прянощів, як-от оцет і сіль, в народі почали застосовувати не під час приготування їжі, а ставили на стіл і використовували вже під час вживання їжі через їхню дорожнечу.
| Найбільші виробники кухонної солі 2019 | Найбільші виробники кухонної солі 2019 |
| Країна                                 | Виробництво (млн. тонн)                |
| -------------------------------------- | -------------------------------------- |
| КНР                                    | 59,0                                   |
| США                                    | 42,0                                   |
| Індія                                  | 29,0                                   |
| Німеччина                              | 14,3                                   |
| Австралія                              | 13,0                                   |
| Канада                                 | 11,0                                   |
| Чилі                                   | 10,0                                   |
| Мексика                                | 9,0                                    |
| Бразилія                               | 7,4                                    |
| Росія                                  | 6,7                                    |

### Соляна монополія і соляні податки
Перша в історії державна соляна монополія була запроваджена в Стародавньому Єгипті. Уся сіль, що видобувалася в країні, вважалася власністю володаря. Її збирали та зберігали у державних сховищах, і саме з них отримували сіль для своїх потреб храми і окремі міста. Сіль «від дому володаря» була частиною утримання жерців, сановників і загалом державних службовців, нею платили також робітникам і селянам, які виконували повинності на користь держави. Приватна торгівля сіллю в роздріб в Єгипті заборонена не була. Проте йшлося саме про невеликі обсяги, які не могли зашкодити державній монополії. Піддані фараона насправді, не могли обійтися без «солі володаря» і вже тому перебували під його цілковитою владою.
Соляна монополія існувала й у більшості держав Стародавнього Китаю, її винахід приписували уславленому імператору Юю з династії Ся. Філософ Гуань Чжун, який керував урядом в царстві Ці на межі VII і VI сторіч до нашої ери, запровадив перший в історії податок на сіль. Підданим її продавали за твердою ціною, але ціна ця була навмисно завищена і різниця йшла у доходи держави. За тією ж ціною продавали й сіль, яку Ці купувало в сусідніх держав.
Перший китайський імператор Цінь Шіхуанді, який наприкінці III сторіччя до нашої ери об'єднав під своєю владою усю країну, поширив звичай збору соляних податків на весь Китай. Лю Бан, засновник династії Хань, нагляд за цінами на сіль скасував, але менше ніж за століття держава знову відчула гостру потребу в грошах і соляну монополію відновили, хоча податки вже не збирали з такою жорстокістю, як раніше.
Податок на сіль існував і в імперії Ахменідів, і в елліністичних державах, принаймні в птолемеївському Єгипті та державі Селевкідів (так званий «галіке»).
Соляна монополія існувала і в стародавньому Римі. Сказання приписувало її створення, царю Анку Марцію, який здобув землі біля гирла річки Тибр і влаштував на них славнозвісні солеварні Остії. Після того, як царську владу у Римі скинули, скасували й монополію. 204 року до нашої ери Марк Лівій встановив на сіль завищені державні ціни, щоб зібрати кошти для ведення війни проти Карфагена. За що отримав від громадян насмішкувате прізвисько Салінатор — тобто «солільник». Надзвичайний захід, однак, не стали скасовувати і після завершення війни. Створення великої бюрократії водночас, вдавалося уникати завдяки тому, що збирання податків здійснювали не чиновники, а самі ж громадяни, що «відкупали» це право в держави.
З перетворенням Римської республіки на імперію, збір податків взяла в свої руки держава. «Збір за сіль» значився серед списків податків вже за правління імператора Августа. Зберігся також едикт про покарання контрабандистів, які продавали сіль за ціною нижчою від державної, виданий імператорами Гонорієм і Аркадієм вже після поділу єдиної римської держави на західну та східну. Цей едикт без змін увійшов до кодексу Юстиніана, що став основою законодавства середньовічної Візантії.
Арабські завойовники скасували більшість візантійських податків. Але радник халіфа Гаруна ар-Рашида, Абу Юсуф у трактаті «Кітаб аль-харадж» («Книжка про податки») рекомендував поруч із твердими податками з особи, збирати й непрямі — зокрема й «збір за сіль». Щоправда, в підданих нововведення викликали невдоволення. Духовенство не раз оголошувало, що непрямі стягнення «суперечать настановам ісламу». Тож податок на сіль не раз скасовували, а потім запроваджували знову, коли мусульманським володарям терміново були потрібні гроші.
У Китаї за правління династії Тан доходи від соляного податку складали половину надходжень до державної скарбниці. Однак зловживання, зрештою привели до загального повстання, на чолі якого став торговець сіллю Хуан Чао. Повстання придушили, але й династія Тан проіснувала після цього недовго. Їй на зміну прийшла династія Сун, яка так само поповнювала скарбницю за допомогою соляної монополії.
1113 року, по смерті великого князя київського Святополка Ізяславича, сумновідомого в народі (опікувався лихварями, сам спекулював сіллю), у місті спалахнуло повстання. Були розграбовані двори тисяцького Путяти, соцьких і лихварів.
У Західній Європі, втім, загальної монополії на сіль за доби раннього середньовіччя не існувало. Окремі соляні промисли тримали володарі відповідних земель. А на доходи від торгівлі сіллю, що раніше належали римському імператору, зазіхали єпископи місцевих громад (зокрема й Папа римський, але не як очільник церкви, а як єпископ міста Рима). З часом в єпископів це право відібрали міські громади — «соляний збір» згадується в хартіях міст, що здобували права «вільних комун». Жадібність міської влади, однак, була не меншою за користолюбство монархів. В італійських містах, наприклад у Флоренції, ціни на сіль зросли настільки, що місцеві мешканці навіть хліб навчилися пекти без солі.
Першим західноєвропейським монархом, який наважився запровадити податок на сіль в межах своїх володінь був Карл Анжуйський. Показово однак, що навіть для назви нового податку його винахідник обрав іноземне за походженням слово «габелла» (від арабського «кабала» — «стягнення, податкове зобов'язання»). В Сицилії проти Карла спалахнуло повстання («сицилійська вечірня») і про габеллу забули. Натомість податок на сіль («габель») запровадив в свої володіннях французький король Філіпп IV, — як тимчасовий, надзвичайний збір, який, однак, з того часу стягували з французів століттями. Щоб королівські піддані не уникали його сплати, їх зобов'язували купувати певну кількість солі на рік.
Спроба бургундського герцога Філіппа III Доброго запровадити габель і у своїх володіннях, завершився в 1449 році великим повстанням у Генті, найбільшому місті тогочасних Нідерландів. Бунт придушили, але податок на сіль вирішили не запроваджувати.
Спроби запровадити податок на сіль за французьким зразком відновилися в XVI сторіччі, яке започаткувало добу абсолютних монархій. Папі римському Павлу III в 1540 році у «соляній війні» з підвладним йому італійським містом Перуджа вдалося перемогти. Натомість після запровадження нових податків в Нідерландах іспанським королем Філіппом II там спалахнула революція, що перетворилася на війну за незалежність.
В новоутвореній республіці Сполучених провінцій, щоправда, податок на сіль запровадили одним з перших. Голландці вважали, що непрямі податки (акцизи) заохочують торгівлю і підприємництво, хоча й вели до загального підвищення цін і лягали важким тягарем на бідніші верстви — податок на сіль, скажімо, був іноді вдвічі більшим за її початкову ціну.
Слідом за голландцями акцизи запровадив під час революції XVII сторіччя і англійський парламент. Податок на сіль припинили стягувати із реставрацією династії Стюартів. І знову почав збирати після Славної революції король Вільгельм III. Англійські промисловці домоглися його скасування вже на початку XVIII сторіччя. Але прем'єр Роберт Волпол його за кілька років відновив.
У Московському царстві, спроба запровадити податок на сіль за голландським зразком, призвела 1648 року до Соляного бунту, під час якого невдоволені розправилися з призвідниками податкових новацій на чолі з дяком Назарієм Чистим. Царю Олексію, щоб заспокоїти підданих, довелося скликати Земський собор. Проте син Олексія, Петро I 1701 року, акциз на сіль таки запровадив.
Видобуток кам'яної та кухонної солі в Галичині у 1900 p. становив 145 тис.тон, 1908 pоку — понад 1800 тис. тон. Західна Україна давала 64% видобутку солі в Австро-Угорщині. Видобування солі було державною монополією. Уряд встановлював на неї високі ціни і більшість селян страждало від «соляного голоду».
У XVIII сторіччі податок на сіль стягували й у більшості європейських монархій. Вимога відмовитися від нього була гаслом найбільших революцій кінця цього сторіччя — Американської і Французької. Втім, після скасування габелі 1790 року, акциз на сіль через п'ятнадцять років відновив Наполеон.
Соляні податки скасували згодом під тиском промисловців, яким сіль була потрібна для виробництва, та профспілок, що вимагали відмови від «податків на бідних», якими насправді були акцизи.
Більшовики, одразу після свого приходу до влади монополізували видобуток солі, і навіть після відмови від політики «воєнного комунізму», Ленін (Ульянов) вимагав відпускати її селянам, зокрема й українським, лише після того, як вони віддадуть свій хліб.
В Британській Індії податок на сіль у 40 разів перевищував початкову її вартість — свого часу його запровадили для захисту від конкуренції солі, яку везли з метрополії, проте врешті він перетворився на символ приниження індійців та сваволі колонізаторів. І саме з боротьби проти цього податку Махатма Ганді 1930 року розпочав кампанію непокори. «Соляний похід» прихильників незалежності тривав майже місяць і зрештою вони досягли Індійського океану біля гуджаратського містечка Данді. Ганді показово підняв з прибережного піску кристали солі — й тим самим виклично порушив закон. Вже за кілька днів розпочалися арешти. Але самостійницький рух, британцям зупинити вже не вдалося. 1949 року, Індія здобула незалежність.

## Запаси, видобування і виробництво солі в Україні

Гірнича виробка у соляній шахті Соледару, Донецька область, Україна.

Квітка з кам'яної солі. Виконана на стінці виробки у соляній шахті. м. Соледар.

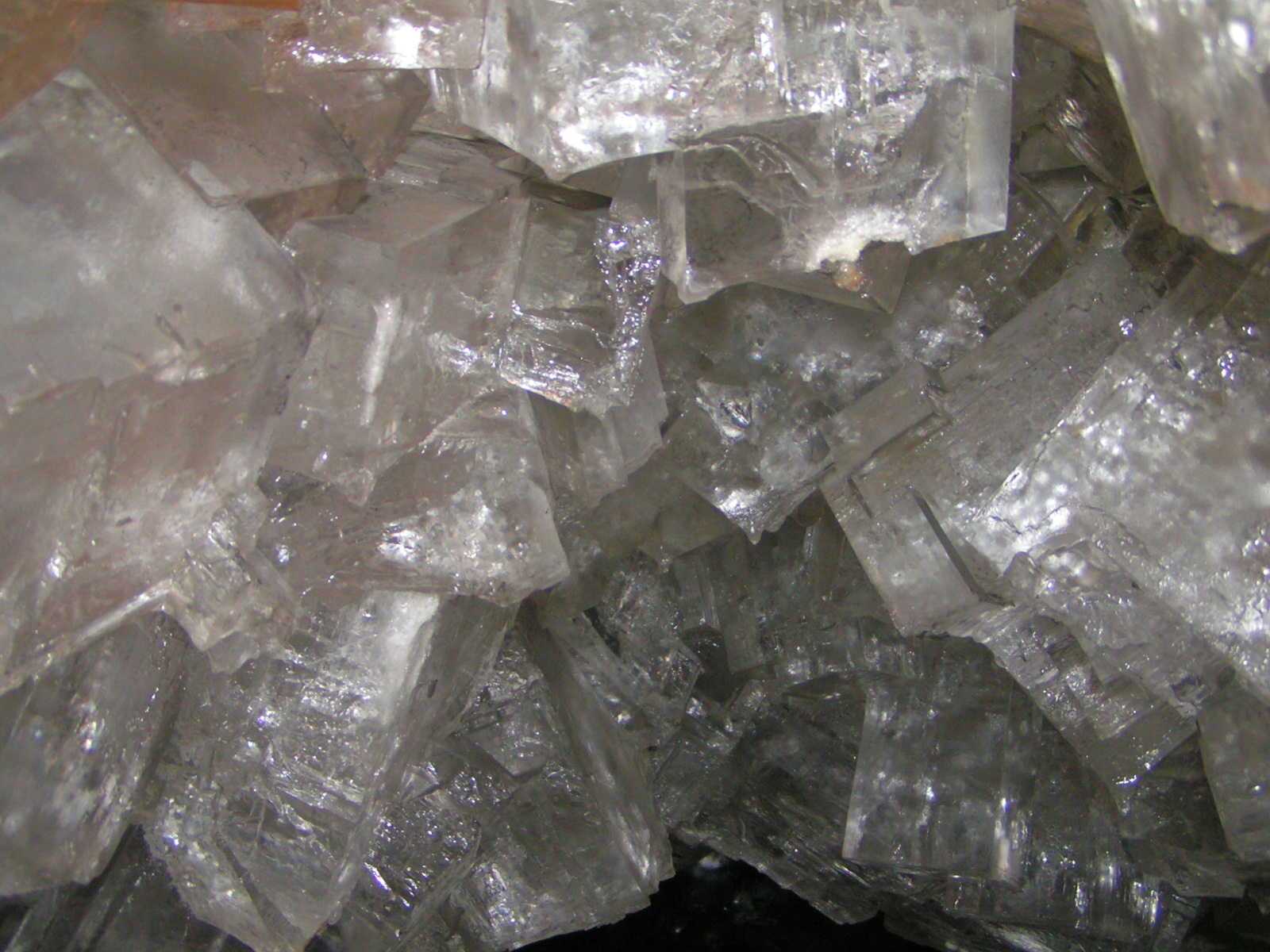
Кристали кам'яної солі з соляної копальні «Величка».

Україна має великі та особливі за якістю поклади сировини для кухонної солі. За хімічною чистотою їх можна вважати найкращими у світі.
Основні запаси розташовані на теренах Донбасу, Придніпровської низовини, Прикарпаття та Закарпаття, а також у Криму.
Крім кам'яної солі є родовища, представлені ропою озер, а також пов'язані із зосередженням підземних розсолів. Запаси кам'яної солі та природних розсолів в Україні досить значні і за сучасного рівня видобутку, майже невичерпні (їх запаси становлять понад 9 млрд т по категорії А + В + С).
Найбільші запаси кам'яної солі зосереджені на Донбасі, де у потужних пластах на незначних глибинах (Слов'янськ, Соледар, Бахмут) залягають поклади дуже високої якості.
Загальна потужність шару солі в Донбасі коливається від 100 до 200 м. Тут видобувається найбільша кількість кам'яної солі в Європі. В обмежених обсягах виварну сіль видобувають у Дрогобичі, Калуші, Долині (Прикарпаття).
Родовища кам'яної солі виявлено також на Лівобережжі — в межах Дніпровсько-Донецької западини (біля Лубнів, на горі Золотусі біля Ромен).
Цінні продукти одержують із вод Сакського озера та Перекопської групи соляних озер. Значні запаси солі мають інші розташовані на півдні України озера і лимани.
Високоякісні кам'яні солі, є важливою статтею експорту України.
Найбільшими в СРСР соляними озерами, на дні яких лежать величезні запаси солі і на яких проводився видобуток солі, були Ельтон і Баскунчак, які розташовані на північ від Каспійського моря.

## Цікаві відомості
- Існує відома крилата фраза «Пуд солі з'їсти» (спілкуватися, прожити з людиною пліч-о-пліч тривалий час). За оцінками фізіологів, сучасна людина споживає в рік близько п'яти кілограмів солі, отже пуд солі удвох можна з'їсти за три-чотири роки. Раніше цей час через дорожнечу продукту був значно більший.
- Звичайна харчова сіль в великих кількостях є отрутою — летальна доза в 100 разів перевищує добову норму споживання і становить 3 грами на 1 кілограм маси тіла, тобто для людини вагою 80 кг смертельною є доза в 240 грамів солі.
- Навесні 1648 року в Москві стався Соляний бунт, викликаний, серед іншого, непомірно високим податком на сіль. Тисячоліття тому сіль була настільки дорогою, що через неї влаштовували війни. Зараз сіль є найдешевшою з усіх відомих харчових добавок, якщо не брати до уваги воду.
- Продавана в магазинах сіль складається з NaCl приблизно на 97 %, інша частка припадає на різні добавки. Найчастіше додають йодиди і карбонати, в останні роки все частіше додають фториди. Додавання фторидів здійснюють для попередження зубних захворювань. З 1950-х років додавати фторид до солі стали у Швейцарії, і завдяки гарним результатам в боротьбі з карієсом в 1980-х роках фторид почали додавати в сіль у Франції і в Німеччині. До 60 % продаваної солі в Німеччині і до 80 % у Швейцарії містять фториди.
- Іноді в кухонну сіль додають інші допоміжні речовини, наприклад ферроціанід калію (E536 в європейській системі кодування харчових добавок; неотруйна комплексна сіль) як агент, що запобігає злипанню.
- У США продаються різні продукти, що рекламуються як «сіль з пониженим вмістом натрію» (англ. low sodium salt). Зменшення вмісту натрію досягається за рахунок зниження кількості кухонної солі на одиницю об'єму. Один з варіантів виробництва — часткове заміщення хлориду натрію іншими хімічними сполуками, як-от хлорид калію або магнію. Інший спосіб — зміна вихідної кристалічної структури солі («сніжинки» замість властивих призм), внаслідок чого її об'ємна щільність зменшується (0,76 г/см³ проти 1,24 г/см³ у «звичайній» солі), і одна ложка продукту містить на третину менше натрію (та й солі як такої).
- Відомо, що ідучи з тайгового притулку, мисливці неодмінно залишають сірники і сіль для випадкових мандрівників.
- На Русі здавна було прийнято в Страсного четверга готувати так звану «четвергову сіль» — кам'яну сіль змішували з квасною гущею або м'якушкою житнього хліба і пересмажували на сковороді, після чого товкли в ступі. Четвергову сіль вживали з крашанками та деякими іншими стравами.
- Ворожіння за допомогою солі іменується аломантією.
- Розсипана сіль у багатьох культурах вважається поганою прикметою.